# Dante Alighieri
« Dante » redirige ici. Pour les autres significations, voir Dante (homonymie).
Dante Alighieri (Durante degli Alighieri dit « Dante » ; en italien : [ˈdante aliˈɡjɛːri]) est un poète, écrivain, penseur et homme politique italien de la république de Florence, né entre 1265-1267 (selon les études de Carlo Ossola, philologue, critique littéraire) à  Florence et mort le 14 septembre 1321 à Ravenne.
« Père de la langue italienne »,, il est, avec Pétrarque et Boccace, l'une des « trois couronnes » qui imposèrent le toscan comme langue littéraire.
Poète majeur (Il sommo poeta ou simplement Il poeta) du Moyen Âge, il est l'auteur de la Divine Comédie, souvent considérée comme la plus grande œuvre écrite dans cet idiome et l'un des chefs-d'œuvre de la littérature mondiale.

## Biographie

### Patronyme

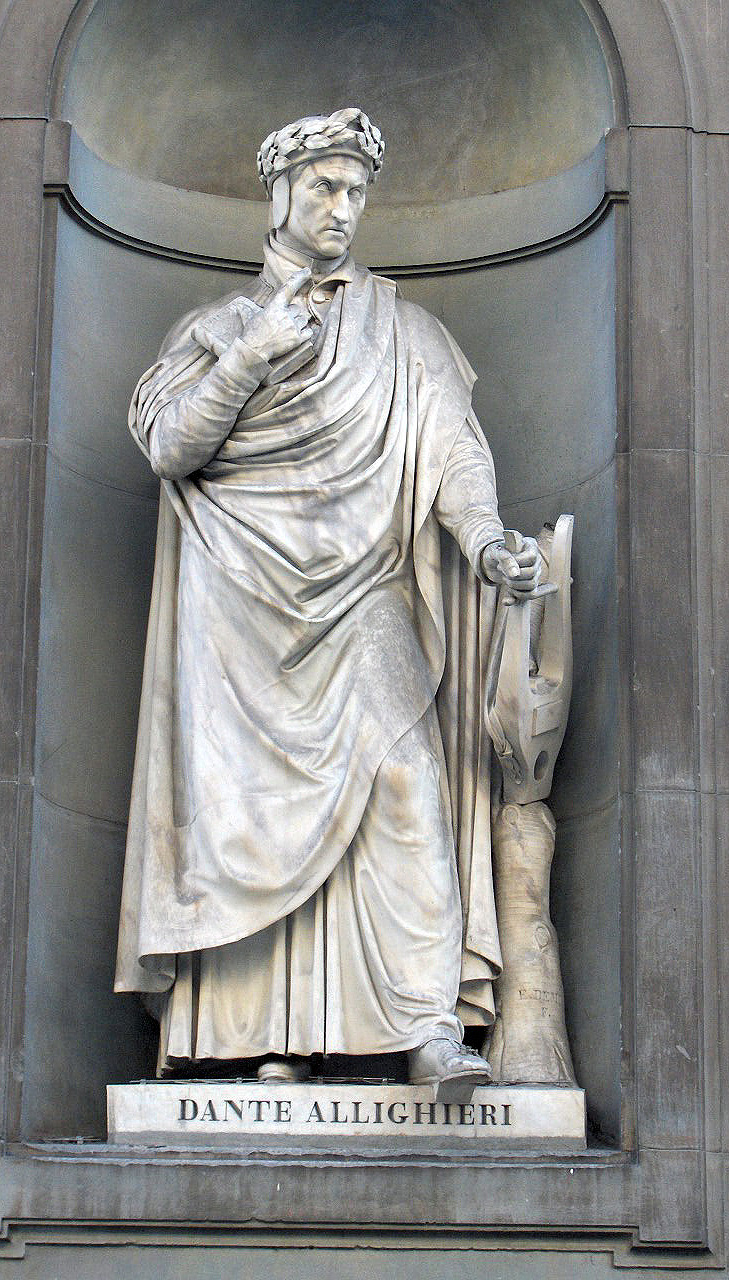
Statue de Dante du piazzale des Offices à Florence mentionnant son nom selon l'orthographe originelle.

À l'origine, « Alighieri » s'écrivait « Allighieri », avec deux « L ». Le second « L » a été omis. L'ancienne orthographe est cependant utilisée sur le piédestal de la statue du portique du piazzale des Offices, à Florence. De même, la Divina Commedia d'Ugo Foscolo, éditée par la Torino Tipografia Economisa en 1852, est attribuée à « Dante Allighieri ».

### Jeunesse
Durante (syncopé en « Dante ») degli Alighieri naît entre la mi-mai et la mi-juin 1265, dans la famille florentine des Alighieri (dont le nom, dans sa forme originale, est Alaghieri), favorable à la faction des guelfes (favorables au pape) et qui aurait joué un rôle important dans la vie de la cité. Son père, Alighiero di Bellincione, était un guelfe blanc, mais il ne souffrit pas de la vengeance des gibelins, favorables à l'empereur, après leur victoire à la bataille de Montaperti, et ce salut donna un certain prestige à la famille.
La mère de Dante, Bella degli Abati (Bella est un diminutif de Gabriella, mais signifie aussi « belle physiquement »), mourut en 1278, alors que Dante avait treize ans (le père mourut quatre ans plus tard, en 1282). Alighiero emménagea peu de temps après avec une nouvelle compagne, Lapa di Chiarissimo Cialuffi, et eut avec elle deux enfants, le demi-frère de Dante, Francesco, et sa demi-sœur, Tana (Gaetana).
Quand Dante eut 12 ans, en 1277, son mariage fut négocié avec Gemma, fille du Florentin Messer Manetto Donati, qu'il épousa en 1292.
L'éducation de Dante est peu connue ; on présume qu'il étudie à domicile. Il séjourne sans doute quelque temps à Bologne et reçoit à Florence les enseignements des écoles franciscaines de Santa Croce et de Rémi de Florence et des écoles dominicaines de Santa Maria Novella et de Brunetto Latini. Il rencontre des poètes et noue une solide amitié avec Guido Cavalcanti. Il est quasi certain qu'il étudie la poésie toscane, au moment où l'école poétique sicilienne, un groupe culturel originaire de Sicile, a commencé à être connue en Toscane. Ses centres d'intérêt le portent à découvrir les ménestrels, les poètes provençaux et la culture latine. Évidente est sa dévotion pour Virgile « Tu se' lo mio maestro e 'l mio autore; tu se' solo colui da cu' io tolsi lo bello stilo che m'ha fatto onore. », écrit-il dans la Divine Comédie.
Dante a de nombreux enfants avec Gemma, il est probable que seuls Jacopo, Pietro et Antonia aient été ses enfants légitimes. Antonia entre dans les ordres sous le nom de sœur Béatrice. Un autre homme, Giovanni, se réclame de sa filiation et l'accompagne lors de son exil, mais aucune preuve n'existe que ses prétentions soient justifiées.

### Béatrice et laVita nuova

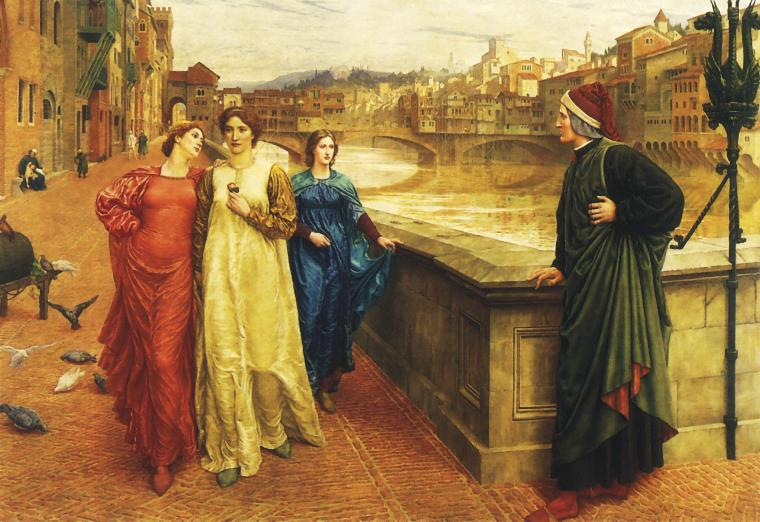
Dante rencontre Béatrice, vu par le peintre anglais Henry Holiday, 1883. On reconnaît le décor du Ponte Vecchio, à Florence.

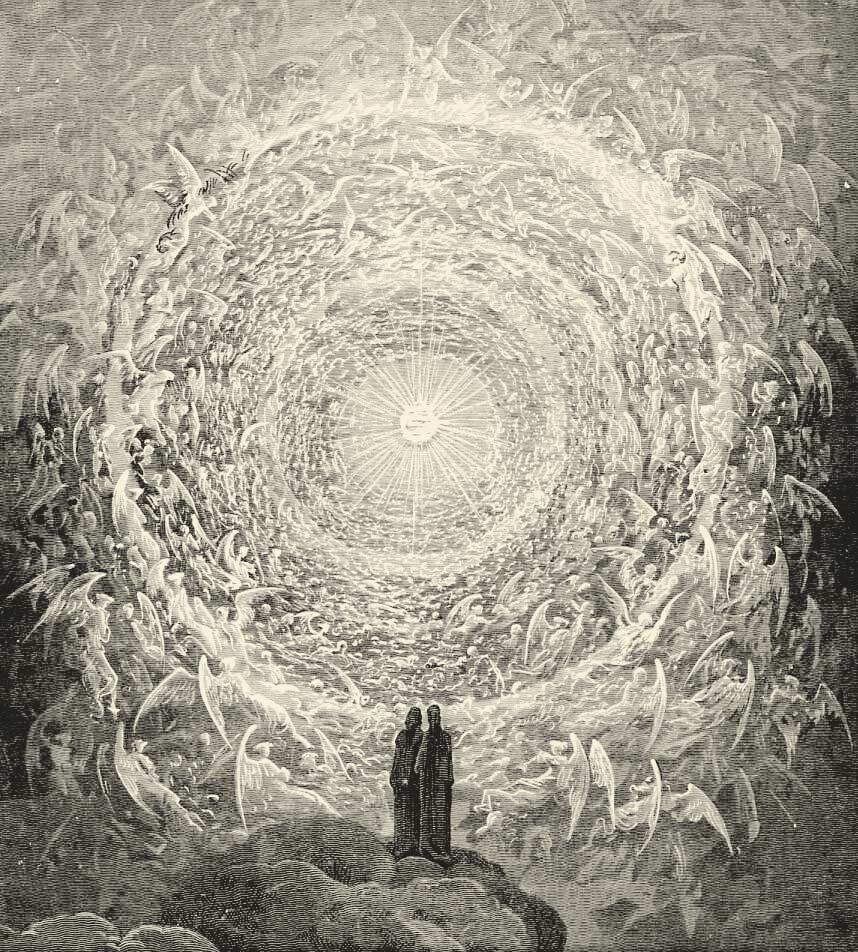
Dante et Béatrice au Paradis par Gustave Doré (1832-1883).

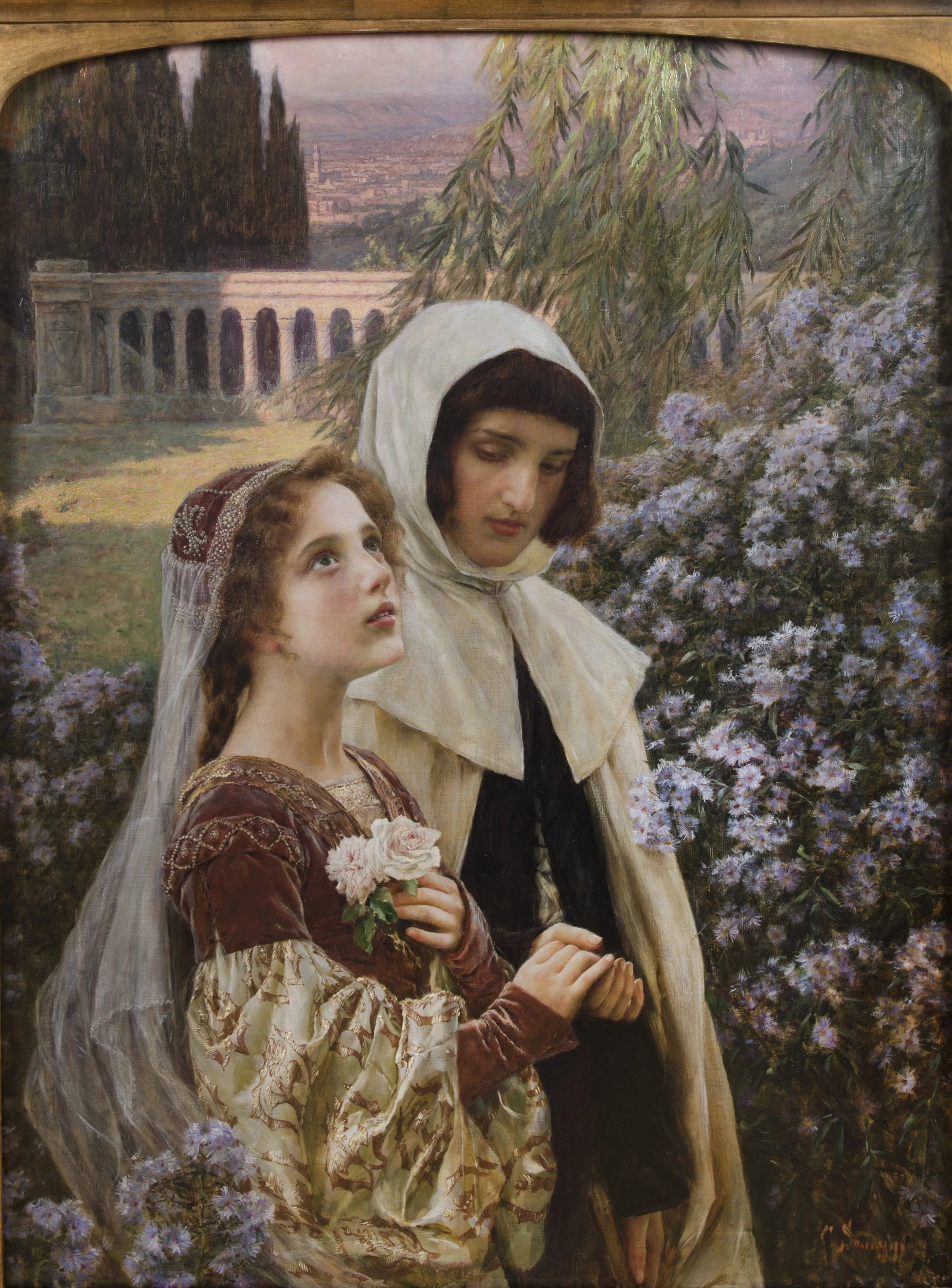
Incipit Vita Nova, Dante et Béatrice par Cesare Saccaggi.

C'est en 1274 que Dante aurait rencontré pour la première fois Béatrice. De son vrai nom Beatrice (dite « Bice ») di Folco Portinari, elle épouse un certain Simon de Bardi et meurt en 1290. On sait peu de chose d'un amour dont l'histoire est sublimée dans Vita nuova. Dans cette œuvre composée entre 1292 et 1294, Dante décrit sa première rencontre avec Béatrice, alors qu'il est âgé de neuf ans, puis sa deuxième, advenue neuf années plus tard (il expliquera plus tard le sens symbolique du neuf, chiffre de Béatrice). Il y évoque sa passion, puis son désespoir à la mort de Béatrice. Il raconte la crise profonde qui s'ensuit, son errance et son aventure avec une « noble dame » (sans doute une allégorie pour désigner la philosophie), et enfin son repentir. Bien que Vita Nuova soit probablement inspiré par la vie personnelle de Dante, de nombreux critiques mettent en doute l'existence réelle de Béatrice, préférant voir en elle une figure allégorique (certains considèrent encore aujourd'hui que dans La Divine Comédie, Virgile représente la raison naturelle, et Béatrice la théologie).
Un rêve fait par Dante, et qui accompagne le premier poème inséré dans le livre, nous éclaire : Dante voit apparaître le dieu Amour dans une nuée de feu, portant Béatrice nue dans un drap couleur de sang. Amour tient dans sa main le cœur enflammé de Dante et le donne à manger à Béatrice, puis s'élève vers le ciel avec elle. Ce rêve montre la richesse et la puissance évocatrice du poète dans la Vita Nuova, œuvre difficile à interpréter : la tradition mystique (la nuée de feu par exemple) croise la tradition courtoise (l'histoire du cœur mangé), les appels aux « Fidèles d'Amour » et les rassemblements de dames invitent à des lectures ésotériques, tandis que les visions et les rêves énigmatiques placent l'œuvre dans une dimension à la fois eschatologique (la mort de Béatrice comme horizon) et mystérieuse. En effet, si Béatrice a été souvent comparée à une sainte (par référence à l'hagiographie franciscaine notamment), et si une des meilleures façons de s'approcher de cette figure de femme souveraine est d'étudier les analogies marquées avec le Christ, la Vita Nuova, bien au-delà de la simple description des vertus ou la narration des miracles qui ponctuent la vie des saintes, semble envelopper les mystères de Béatrice. La dimension rituelle présente surtout dans la première partie du livre prend ici certainement tout son sens. Il est difficile de savoir si Dante envisageait véritablement un culte de Béatrice qui orienterait ainsi toute son œuvre, mais il est certain que sa conception de la cité est tributaire de la vie et de la mort de Béatrice : en effet, après la mort de la gentilissima (la très noble, la très courtoise), Florence est veuve et Béatrice devient un nom commun (« Florence a perdu sa Béatrice », écrit le poète).
La Vita Nuova, qui se distingue déjà du courant stilnoviste, se compose d'une trentaine de poèmes, des sonnets pour la plupart, qui brûlent d'une ardeur amoureuse et mystique à la fois. Quarante-deux chapitres en prose commentent les vers au fur et à mesure. Dante achève son œuvre par une annonce introduite après le dernier sonnet comme une vision paradisiaque. Il écrira quelque chose que jamais personne n'a écrit pour chanter la gloire de l'être-aimé. Peut-être pensait-il déjà à la Divine Comédie.

### Florentin engagé

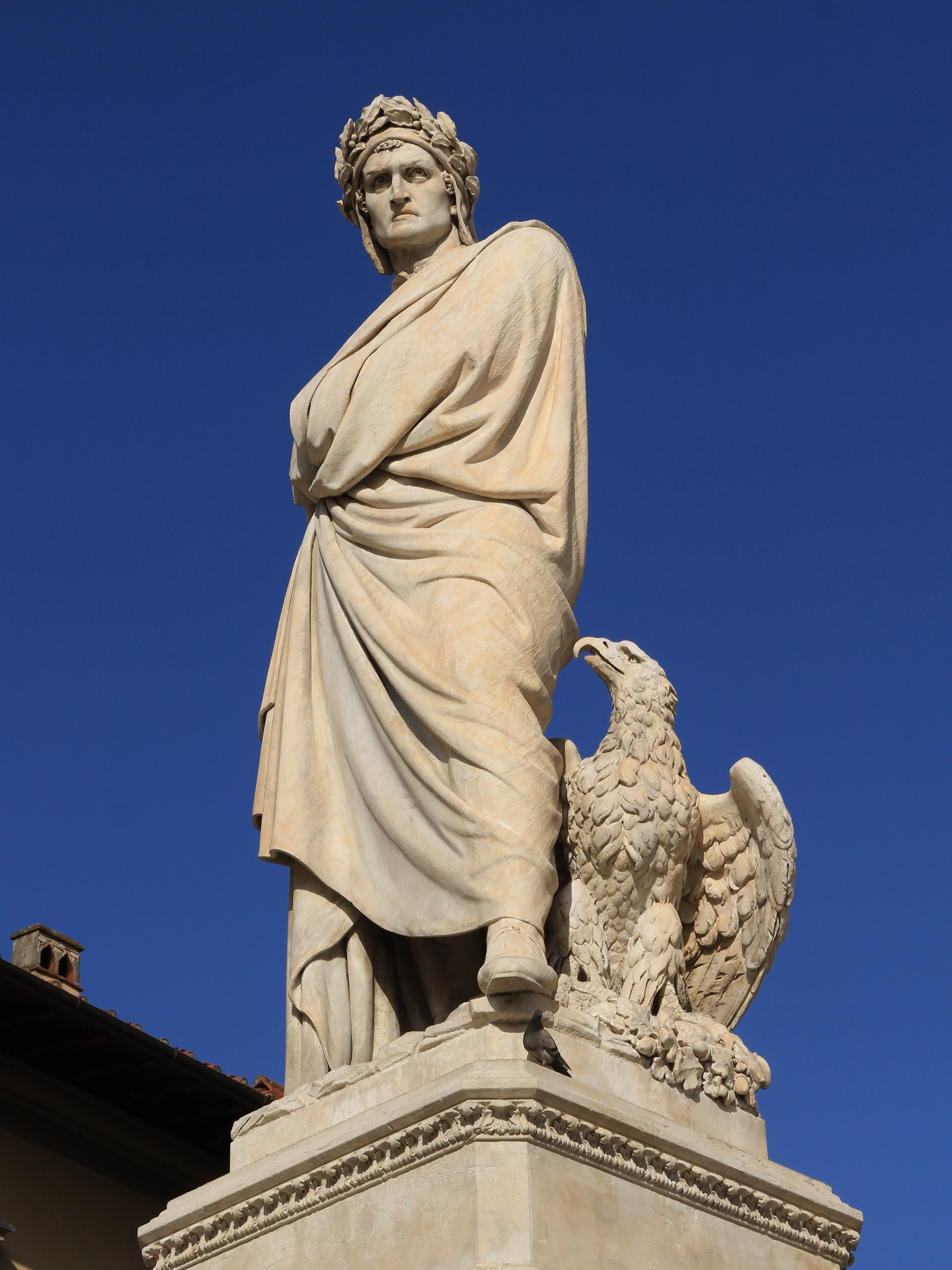
Dante Alighieri, Piazza Santa Croce, Florence, 1865, Enrico Pazzi

Dante joue un rôle très actif dans la vie politique de Florence. Dans les troubles qui agitent alors la péninsule italienne, Dante est un guelfe ardent : il se signale dans plusieurs expéditions contre les gibelins d'Arezzo, de Bologne et de Pise, et contribue beaucoup par sa valeur à la victoire de Campaldino (1289), remportée sur ceux d'Arezzo, ainsi qu'à la prise du château de Caprona, enlevé aux Pisans (1290).
Il remplit avec succès un grand nombre de missions politiques et est nommé prieur de Florence au titre du bimestre courant du 15 juin au 14 août 1300, c'est-à-dire qu'il devient un des magistrats suprêmes de l'exécutif. Mais les guelfes, qui dominent à Florence, se sont divisés en deux factions : les Noirs, favorables à la politique papale de Boniface VIII, et les Blancs, partisans d'une plus grande autonomie de la ville. En 1300, le pape Boniface VIII revendique le vicariat impérial sur les communes toscanes. À partir de ce moment-là, Dante s'engage de plus en plus fermement du côté des guelfes blancs, c'est-à-dire contre la politique d'ingérence du pape. En octobre 1301, membre du Conseil des cent, il se rend à Rome pour tenter une ultime démarche de conciliation. Pendant ce temps, Charles de Valois, représentant du pape, se rend à Florence et s'empare de la ville avec l'aide des guelfes noirs triomphants. Les procès commencent. Dante apprend sur le chemin du retour qu'il est condamné pour concussion, gains illicites et insoumission au pape et à Charles de Valois. Il refuse de se présenter en accusé.
Un deuxième procès, instruit le 10 mars 1302 par le podestat Cante de' Gabrielli da Gubbio, le condamne au bûcher. Tous ses biens sont confisqués, il est exilé avec d'autres guelfes blancs et ne reviendra jamais à Florence. Le décret de bannissement de Dante de la ville de Florence ne sera d’ailleurs révoqué qu’en 2008.

### Exil prolifique

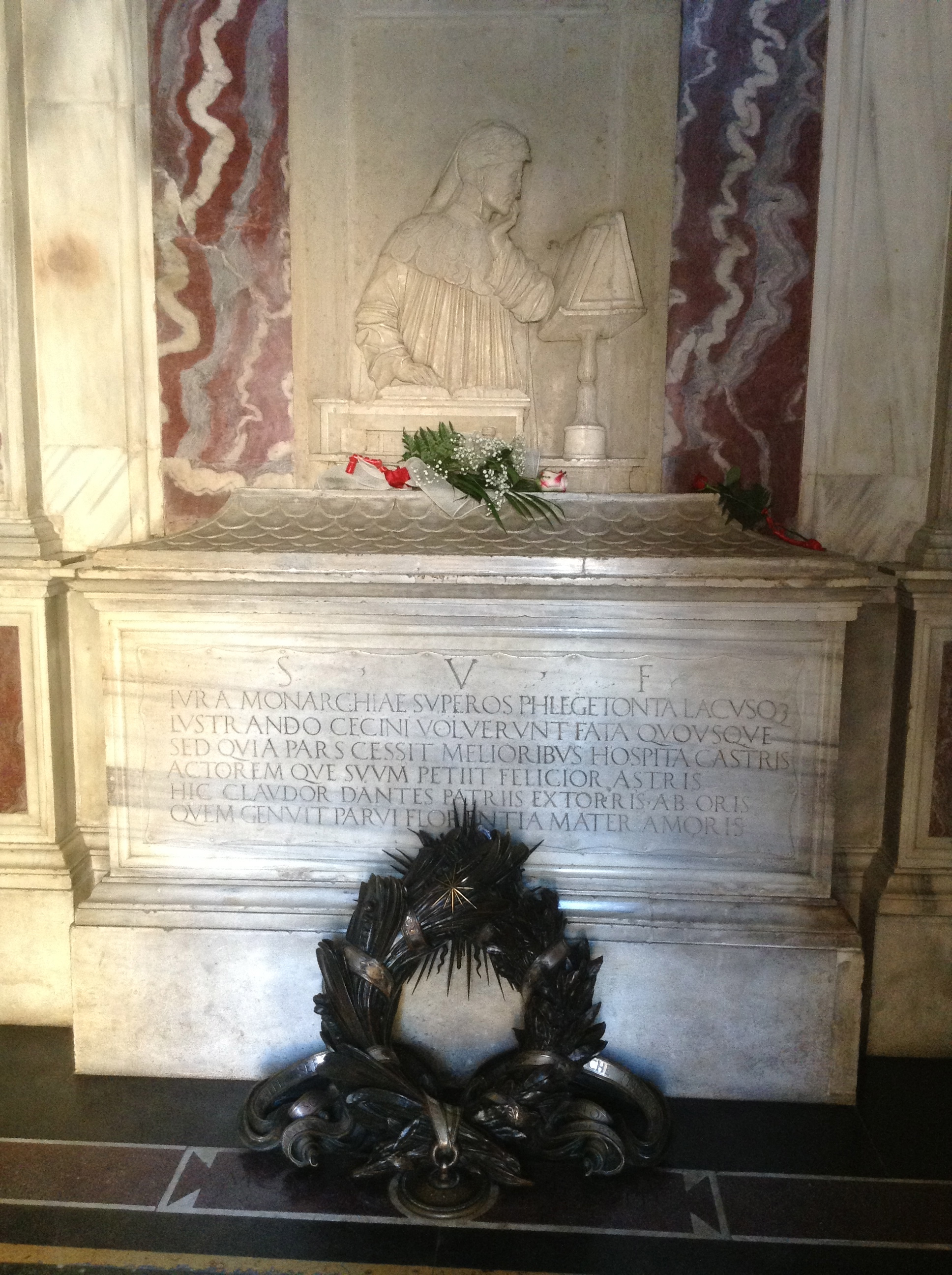
Sarcophage contenant les ossements de Dante à Ravenne.

Dans les premiers temps de l'exil, Dante songe à assiéger la ville, aux côtés d'autres exilés guelfes blancs ou gibelins. Mais il y renonce bientôt et se met à errer de ville en ville, luttant contre la misère, cherchant protection auprès des cours de l'Italie du nord : Forlì, Vérone, Sienne, Mulazzo ou encore Arezzo. En juillet 1306, il se trouve à Padoue et en octobre de la même année à Sarzana pour la signature du traité de Paix de Castelnuovo (it). Il s'arrête finalement à Ravenne chez le podestat Guido Novello da Polenta. Il y meurt de la malaria dans la nuit du 13 au 14 septembre 1321, après avoir fait de vains efforts pour rentrer dans sa patrie.
Son tombeau, qui date de 1780, commandé par le cardinal légat Luigi Valenti Gonzaga, se trouve à Ravenne, via Dante Alighieri en bordure du couvent franciscain, au centre historique de la ville. Encore aujourd'hui, les Florentins voudraient bien récupérer son corps pour le placer dans un sarcophage prévu dans son cénotaphe qu'on peut voir, élevé par Luigi de Cambray Digny avec les statues de Stefano Ricci, dans la nef de la basilique Santa Croce de Florence, mais Ravenne refuse toujours de restituer à cette ville les restes d'un personnage qu'elle a banni.

## Analyse de l'œuvre

### Traités

#### De vulgari eloquentia
Les années de l'exil sont pour Dante une période d'intense activité intellectuelle. En 1303, il se penche sur la question de la langue vulgaire et il en fait l'objet d'un traité en latin : De vulgari eloquentia. Le thème central de l'œuvre est l'éloquence de la langue vulgaire : il tente de trouver un vulgaire illustre, digne d'assumer les caractères de langue littéraire.
Ce traité assume une grande importance comme traité de stylistique et de métrique. Selon le projet originel, ce traité aurait dû être divisé en 4 livres, mais le travail de Dante s'achève au chapitre XIV du livre II. Le premier livre est consacré à l'origine des langues, puis à l'analyse des différents dialectes italiens. Dante arrive à la conclusion qu'aucune langue vulgaire n'est supérieure à une autre et donc susceptible de s'imposer. Il met donc son espoir dans la constitution d'une langue vulgaire unitaire qui pourrait être répandue dans toute la péninsule italienne. Dans le deuxième livre, Dante montre qu'une langue vulgaire mais soignée peut être utilisée pour les plus nobles sujets, et peut même s'appliquer au style tragique. Dante définit comme vulgaire la langue que l'enfant apprend de sa nourrice, pendant que la grammaire (c'est-à-dire le latin) est une langue immuable et artificielle. Pour cela, la langue vulgaire doit être considérée comme la plus noble.

#### Il Convivio
Il apparaît qu'en 1305 Dante cesse la rédaction du De vulgari eloquentia sans l'avoir achevé, puisqu'il n'a écrit que deux livres sur les quatre initialement prévus. Il semble qu'il mette alors en pratique ses idées puisqu'il se lance dans la rédaction d'une œuvre monumentale en toscan : le Convivio. Il y aborde les sujets habituellement traités en latin tels que : les hiérarchies angéliques, l'éloge de la philosophie et de la science comme voie de l'épanouissement de l'homme, l'exaltation de la noblesse comme valeur intellectuelle et morale conquise par l'individu. Il semble que Dante se donne pour mission d'ouvrir les portes de la culture et de la science antique et contemporaine au plus grand nombre. Cela dit, certains passages du Convivio visent à défendre l'auteur des accusations portées contre lui. Il dit son amertume d'avoir été rejeté par Florence, sa ville natale qui l'a élevé en son sein. Le Convivio devait initialement comporter quinze traités, mais seuls les quatre premiers seront achevés.

#### De Monarchia
Dante revient au latin pour exprimer ses opinions politiques dans son traité De Monarchia, rédigé entre 1310 et 1313. C'est peut-être le décès d'Henri VII en 1313 qui lui donnera l'idée de ce nouveau traité. En effet, avec la mort du monarque disparaissent tous les espoirs de Dante de voir un jour l'autorité impériale restaurée sur la péninsule, au détriment de celle du pape. Dans le premier livre du traité, Dante fait l'éloge de la monarchie universelle comme système politique idéal pour garantir la justice et la paix et, par conséquent, le bonheur des hommes. Le deuxième livre vise à montrer que c'est le peuple romain qui doit posséder l'autorité suprême, car il est héritier de l'Empire romain selon le droit, c'est-à-dire selon la volonté de Dieu, et non seulement selon la force. Enfin le troisième et dernier livre traite des rapports entre l'empereur et le pape, tous les deux tirent leur autorité de Dieu, mais chacun doit l'exercer dans son propre champ de souveraineté : le domaine spirituel pour le pape et le domaine temporel pour l'empereur. Le traité est jugé dangereux pour la lecture des fidèles, à cause de ses adeptes. Il n'est pas jugé hérétique et sortira de l'Index en 1881. Il y a été mis en 1559.
Dante est également l'auteur probable de Quaestio de aqua et terra, un court traité portant sur les positions respectives des sphères de l'eau et de la terre, qui vise à prouver que l'eau n'est nulle part plus haute que les terres émergées.
En dehors des traités, il nous est parvenu de lui deux églogues en latin construites à la manière de Virgile, dont il est, depuis sa jeunesse, un fervent admirateur. Ces textes sont des réponses adressées à Giovanni del Virgilio, qui enseigne alors la rhétorique à l'université de Bologne et qui reproche à Dante d'avoir écrit la Divine Comédie en toscan plutôt qu'en latin.

### Rimes: une expérience poétique originale
Le recueil des Rimes qui réunit 54 pièces est un véritable lieu d'expérimentation poétique. Bien que le rassemblement et l'organisation de ces textes soit postérieur à Dante, il est probable qu'il soit l'auteur de la majeure partie des poésies. Parmi ces expérimentations, on peut retenir Rime Petrose qui regroupe deux chansons qui font le portrait d'une femme au cœur de pierre et qui ne sont pas sans rappeler la poésie des troubadours provençaux.

### Divine Comédie

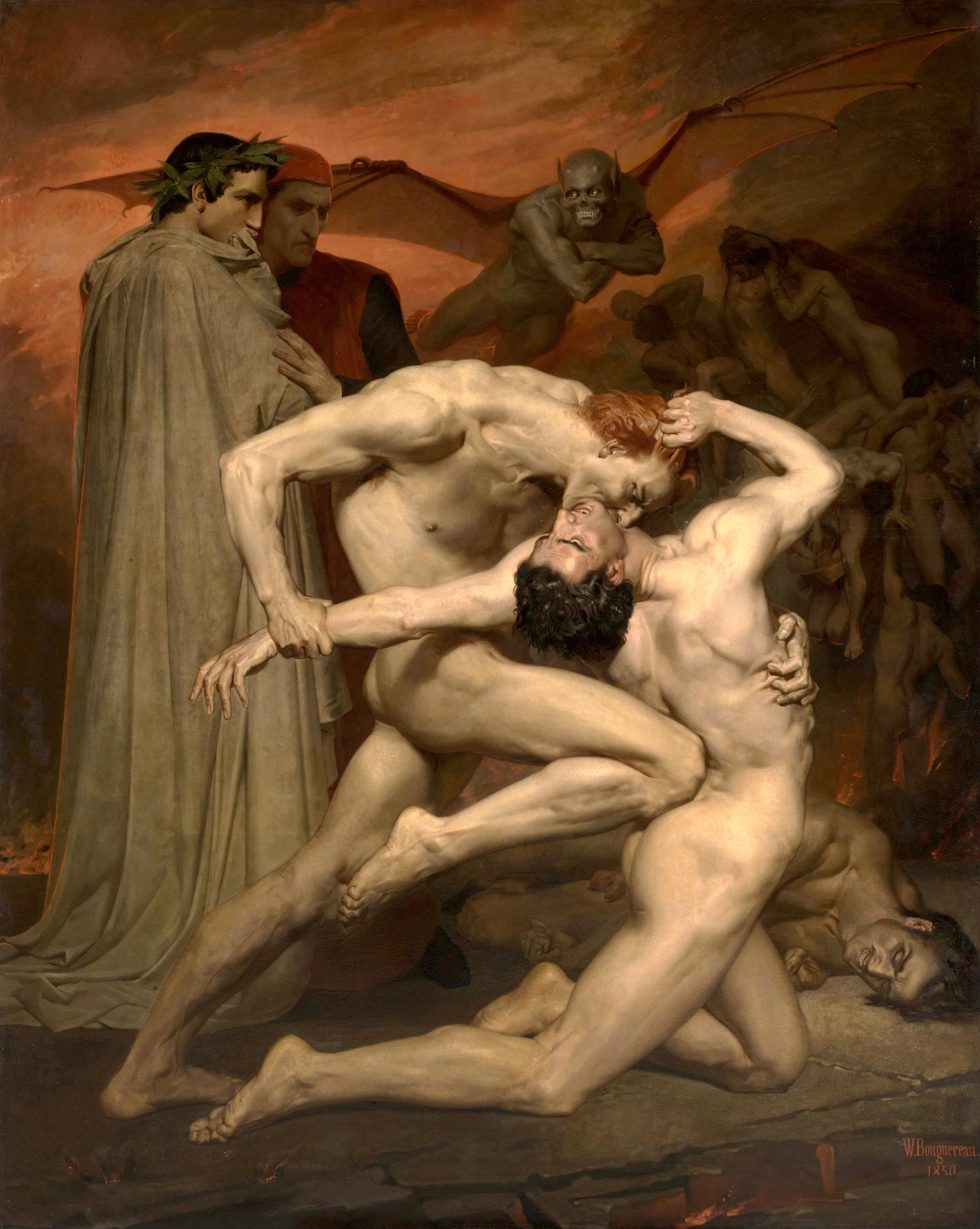
Dante et Virgile en Enfer (1850), William Bouguereau, Musée d'Orsay, Paris.

Dante commence la rédaction de la Divine Comédie dès 1306 et la poursuit vraisemblablement jusqu'à sa mort. L'œuvre initiale porte simplement le nom de « Comedia », mais par la suite les principaux commentateurs (en particulier Boccace) et les éditions modernes du texte lui ont adjoint le qualificatif de « divina ». L'œuvre raconte le voyage imaginaire du narrateur qui se retrouve brusquement plongé dans une forêt sombre. Là, il rencontre Virgile qui l'invite à pénétrer dans le monde de l'au-delà. Dante le suit et c'est par la visite de l'enfer que commence son périple, suit le purgatoire et enfin le paradis. Il faut à Dante toute la semaine sainte de l'année 1300 pour effectuer la totalité de ce voyage. Guidé par Virgile, il descend d'abord à travers les neuf cercles de l'enfer, gravit ensuite les sept gradins de la montagne du purgatoire jusqu'au paradis terrestre et enfin s'élève dans les neuf sphères concentriques du paradis. Virgile lui sert de guide jusqu'à la porte du paradis, mais il ne peut aller plus loin car étant né avant la venue du Christ, il n'a pas pu bénéficier du sacrifice du messie. C'est donc Beatrice Portinari, sa muse, qui prend le relais et qui va guider Dante dans l'Empyrée. Elle lui ouvre la porte du salut, puis saint Bernard conduit le narrateur dans la Rose céleste jusqu'à la vision suprême.
Le récit, rédigé à la première personne, est un véritable voyage initiatique. Au cours de son périple, Dante va rencontrer une centaine de personnalités, depuis les grandes figures mythiques de l'Antiquité comme les philosophes, jusqu'aux personnalités locales contemporaines de Dante. Cette œuvre monumentale offre ainsi de nombreuses lectures différentes ; elle est à la fois le récit du parcours personnel de Dante, un manuel théologique catholique de description de l'au-delà, un roman à valeur éthique et morale ou encore une réflexion sur la recherche du salut éternel. Une partie du génie de Dante réside en ce savant mélange de lieux imaginaires et d'expériences concrètes. Bien que l'action se situe dans un univers « métaphysique », Dante décrit les lieux avec réalisme et force détails en les peuplant de nombreuses figures célèbres ou anonymes.

### Autres écrits et documents autographes
Dante a rédigé durant son exil de nombreuses lettres officielles en latin tant pour le compte de ses compagnons du parti des Guelfes blancs que pour lui-même. Il en reste peu, une douzaine seulement, dont quelques-unes contestées, bien que dans la transcription de copistes célèbres comme Boccace. Jusqu'aux premières décennies du XVe siècle, des humanistes eurent l'occasion d'en voir d'autres, peut-être même autographes, comme en témoigne Leonardo Bruni dans la Vita di Dante publiée en 1436. De nombreux doutes subsistent sur d'autres textes dantesques, vus, ceux-là, par Flavio Biondo de Forlì. Peu donc, et aucun texte autographe.
Peu après l'expulsion des Guelfes blancs de Florence, les forces militaires des exilés furent confiées au seigneur de Forlì, Scarpetta Ordelaffi. Entre 1302 et 1303, Dante s'était probablement joint à lui pour l'aider à rédiger les documents transcrits et conservés par le chancelier Pellegrino Calvi. Flavio Biondo a sans doute vu ces documents dans les archives de la famille Ordelaffi. Son témoignage est considéré comme fiable par Michele Barbi (it), l'un des spécialistes les plus éminents de Dante, Augusto Campana (it), ancien bibliothécaire du Vatican et plus récemment par Paolo Pontari en 2015.
À la mort de Pino III en 1480, sa dernière épouse, Lucrezia Pico della Mirandola, sœur du philosophe humaniste, a quitté la ville emportant les précieuses archives contenant les documents dantesques de Forlì. Ces documents n'ont été retrouvés ni à Mirandola ni à Piombino. Elle a pu les vendre, lors de son départ pour Piombino en Toscane à l'occasion de son remariage avec Gherardo degli Appiani (it), aux émissaires du pape Sixte IV auquel ils pouvaient servir dans les différends sur les possessions de la Romagne.
Cette hypothèse est confirmée par des historiens comme Sergio Spada et il est possible que les archives des Ordelaffi aient été fusionnées dans les 85 kilomètres linéaires des Archives apostoliques du Vatican dont bon nombre n'ont pas encore été fouillés. Alberto Casadei (it) propose, en 2020, de constituer, en accord avec les surintendants du Vatican et la Società Dante Alighieri, un groupe de travail destiné à retrouver, à l'occasion du septième centenaire de la mort du poète, un texte de sa main qui pourrait se cacher dans les archives des Ordelaffi et à récupérer les documents rassemblés par Pellegrino Calvi et consultés par Flavio Biondo, comblant ainsi les lacunes sur la période de l'exil de Dante signalées par Marco Santagata et Alessandro Barbero.

## Liste des œuvres

### Œuvres italiennes
- Vie nouvelle ou Vita nova (1292-1295), publié en 1576, prosimètre (mélange de prose et de vers).
- Rimes ou Rime (c.1295-1315), recueil de poèmes lyriques.
- Le Banquet ou Il Convivio (1304-1307), publié en 1490, traité.
- La Divine Comédie (appelée simplement Comedia par Dante ; le titre Divina Commedia remonte à un commentaire de Boccace, écrit entre 1357 et 1362, et popularisé par l'édition de Gabriele Giolitti à Ferrare en 1555) : 
  - L'Enfer (1304-1307 au plus tôt)
  - Le Purgatoire (1308-1313/1314)
  - Le Paradis (1316-1321)

### Œuvres latines
- De l'éloquence en langue vulgaire ou De vulgari eloquentia (c.1305), publié en 1577, traité inachevé.
- De la Monarchie ou De Monarchia (c.1310-1312), publié en 1559, traité politique.
- Épîtres ou Epistole (c. 1304-1320), compilation d'épîtres.
- Églogues ou Egloghe (1319-1320), publié en 1719, recueil de poèmes.
- Querelles de l'eau et de la terre ou Quaestio de aqua et terra (1320), publié en 1508, essai de philosophie naturelle.

## Éditions

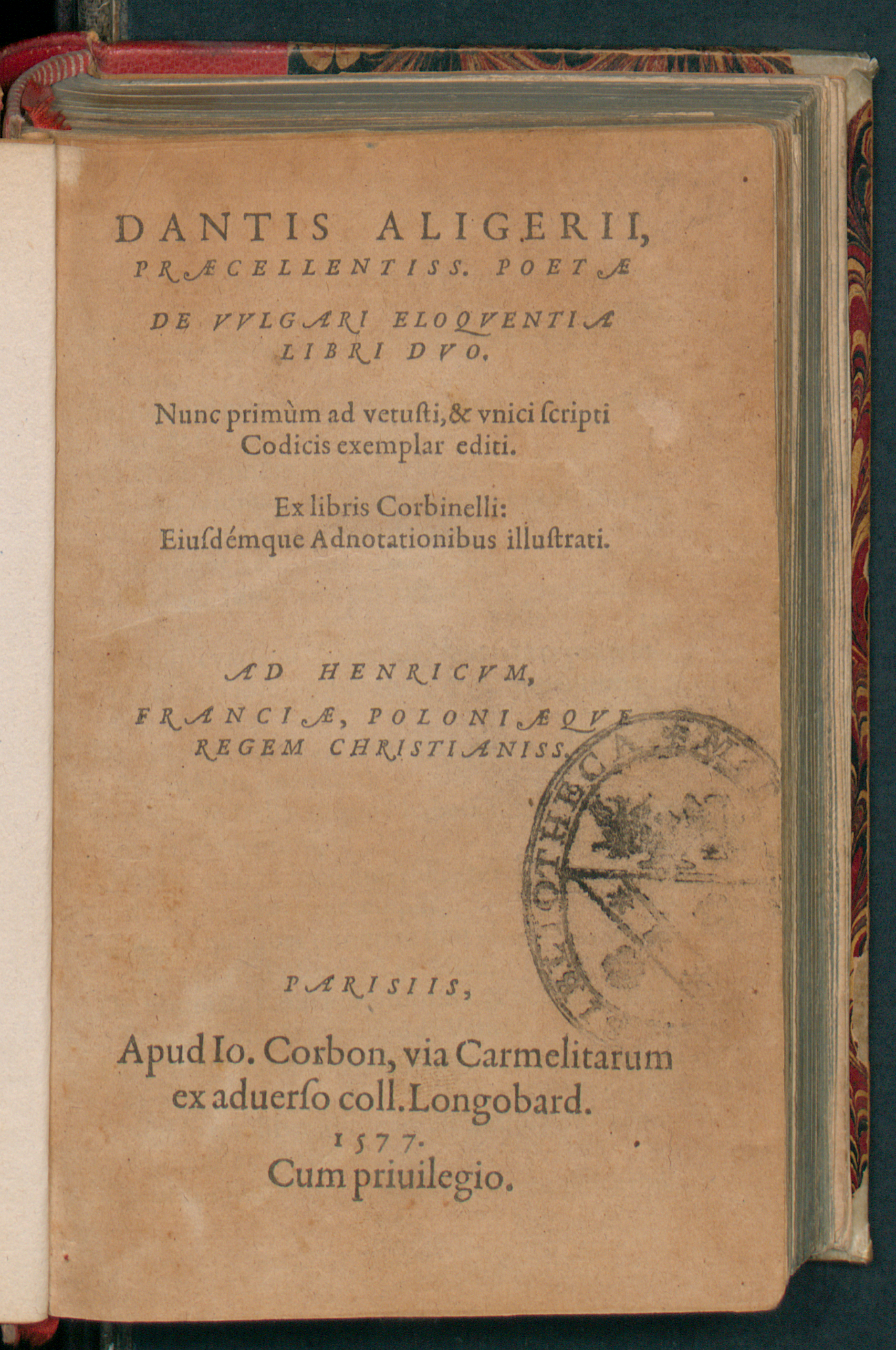
De vulgari eloquentia, 1577

### Éditions italiennes
- Les œuvres de Dante ont été réunies par Cristoforo Zapata de Cisneros, chez Antonio Zatta, Venise, 1757, 5 volumes in-4.

### Traductions en français
Le premier auteur français à mentionner Dante est Philippe de Mézières, dans son œuvre allégorique le Songe du vieil pèlerin, rédigée en 1389. Voir dans le livre I, au chapitre 39.
- Oeuvres de Dante Alighieri, La divine comédie, La vie nouvelle, Paris, Charpentier, traductions de Brizeux et de Delécluse, 1847, in-12, 596 p.

- De Monarchia, par Sébastien Rhéal 1855.
- Œuvres complètes, traduites et commentées par André Pézard, Gallimard, Bibliothèque de la Pléiade, Paris, 1965.
- La Divine comédie, texte établi, traduit, présenté et annoté par Alexandre Masseron (édition bilingue illustrée de dessins de Sandro Botticelli), Paris, Club français du livre, 1954
- La divine comédie, traduction par B. Soulié ; Manuscrit du XVe siècle de la Bibliothèque Marciana de Venise, miniatures commentées par Sergio Samek-Ludovici, récits de Nino Ravenna, Seghers, Paris, 1979.
- La Divine comédie, texte traduit, préfacé et annoté par Jacqueline Risset, Flammarion, 1985, et Garnier-Flammarion, trois volumes bilingues, 1992, Garnier-Flammarion, un seul volume, texte français seul, 2010.
- La Comédie (Enfer, Purgatoire, Paradis - et Postface), éd. bilingue par Jean-Charles Vegliante, Paris, Imprimerie Nationale, 1996-2007. Nouvelle éd. La Comédie - Poème sacré, Paris, Poésie/Gallimard, 2012 (poche bilingue, 20142, 20213).
- La Divine comédie, texte traduit et préfacé par René de Ceccatty, Seuil Points Poésie, 2017.
- Vita Nova, traduction de Georges Nicole, postface et notes de Joël Gayraud, éd. Mille et une nuits, Paris, 1995. Vie nouvelle, éd. critique bilingue de Jean-Charles Vegliante, Garnier classiques, 2011
- Vingt poèmes, choix, traduction de l'italien et présentation par Armand Farrachi, Éditions de la Différence, coll. « Orphée », Paris, 1994
- Rimes, éd. bilingue, traduction nouvelle de Jacqueline Risset, Flammarion, coll. Littérature étrangère, 2014.
- Enfer, Purgatoire, Paradis, éditions bilingues, traductions, introductions, notes et bibliographies de Danièle Robert, Arles, Actes Sud, 2016, 2018 et 2020.
- La Divine Comédie : Enfer (avant-propos de Florian Rodari, avertissement du traducteur), Purgatoire (avant-propos du traducteur), Paradis, traduit par Michel Orcel, édition bilingue en trois volumes, dédiée à la mémoire de Ph. Jaccottet, La Dogana, Genève, 2019, 2020, 2021.
- L'enfer de Dante, mis en vulgaire parlure, à la fois traduction et travestissement de type burlesque par Antoine Brea, Le Quartanier, 2021[22].
- Le Paradis, traduit par Emmanuel Tugny, Ardavena éditions, 2023.

## Postérité

### Journée Dante
En 2020, le Conseil des ministres italien a approuvé la date du 25 mars comme journée officielle de commémoration annuelle de Dante (en italien : Dantedì). Le 25 mars est choisi parce que c'est, selon les spécialistes, la date du début du voyage en Enfer et de la rencontre avec Virgile.

### Postérité littéraire
L'étude des écrits de Dante se nomme la Dantologie.
Dante a inspiré de nombreux écrivains, notamment Honoré de Balzac, qui lui rend hommage et qui cite son œuvre dans La Comédie humaine dont le titre est une référence à la Divine Comédie. Il le cite aussi dans de nombreux romans : « Cette Béatrix déjà devenue dans sa pensée ce qu'était Béatrix pour Dante, une éternelle statue de marbre aux mains de laquelle il suspendrait ses fleurs et ses couronnes » ou encore : « Le visage glacé de madame d'Aiglemont était une de ces poésies terribles, une de ces faces répandues par milliers dans la Divine Comédie de Dante Alighieri. »
Selon William Clare Roberts, la structure que Karl Marx a réservé à son Capital repose sur celle de l'Enfer de Dante : par-delà la description du capitalisme de son temps, ce qui animait l'auteur allemand c'était de faire comprendre les conditions à réunir pour créer un monde affranchi de toute forme de domination.
En 2010, Marc-Édouard Nabe publie son roman L'Homme qui arrêta d'écrire, transposition intégrale et particulièrement fidèle de la Divine Comédie dans le Paris des années 2000. Le roman arrive en finale pour le prix Renaudot .
Le pape Benoît XV lui consacre sa onzième encyclique, In Praeclara Summorum, publiée le 30 avril 1921 à l'occasion du sixième centenaire de sa mort.
Le pape François lui consacre une Lettre apostolique, Candor Lucis Aeternae, (Splendeur de la vie eternelle) publiée le 25 mars 2021 à l'occasion du septième centenaire de sa mort.
Dans Chants d'utopie, premier cycle de Brice Bonfanti, le chant V du livre 1 prend pour figure Dante Alighieri sous le titre : Mon enfant à nous tous. L'enfant en question semble bien être la Divina Commedia elle-même. La figure de Dante reparaît dans les Chants XXII et XXIII des Chants d'utopie, deuxième cycle.

### Monuments
Outre le tombeau qui contient ses ossements à Ravenne, plusieurs monuments lui rendent hommage dans le monde : 

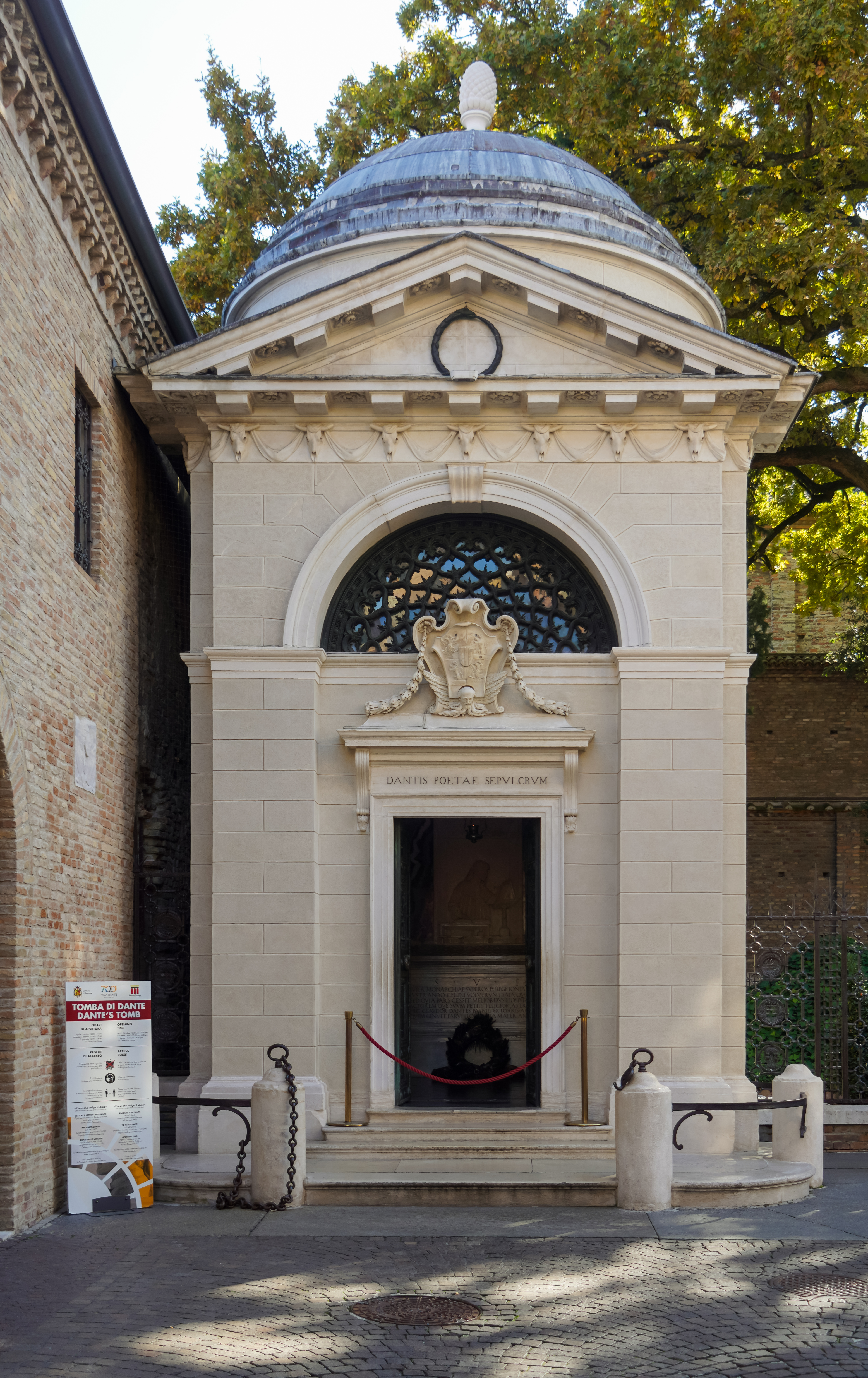
Tombeau de Dante, Ravenne.
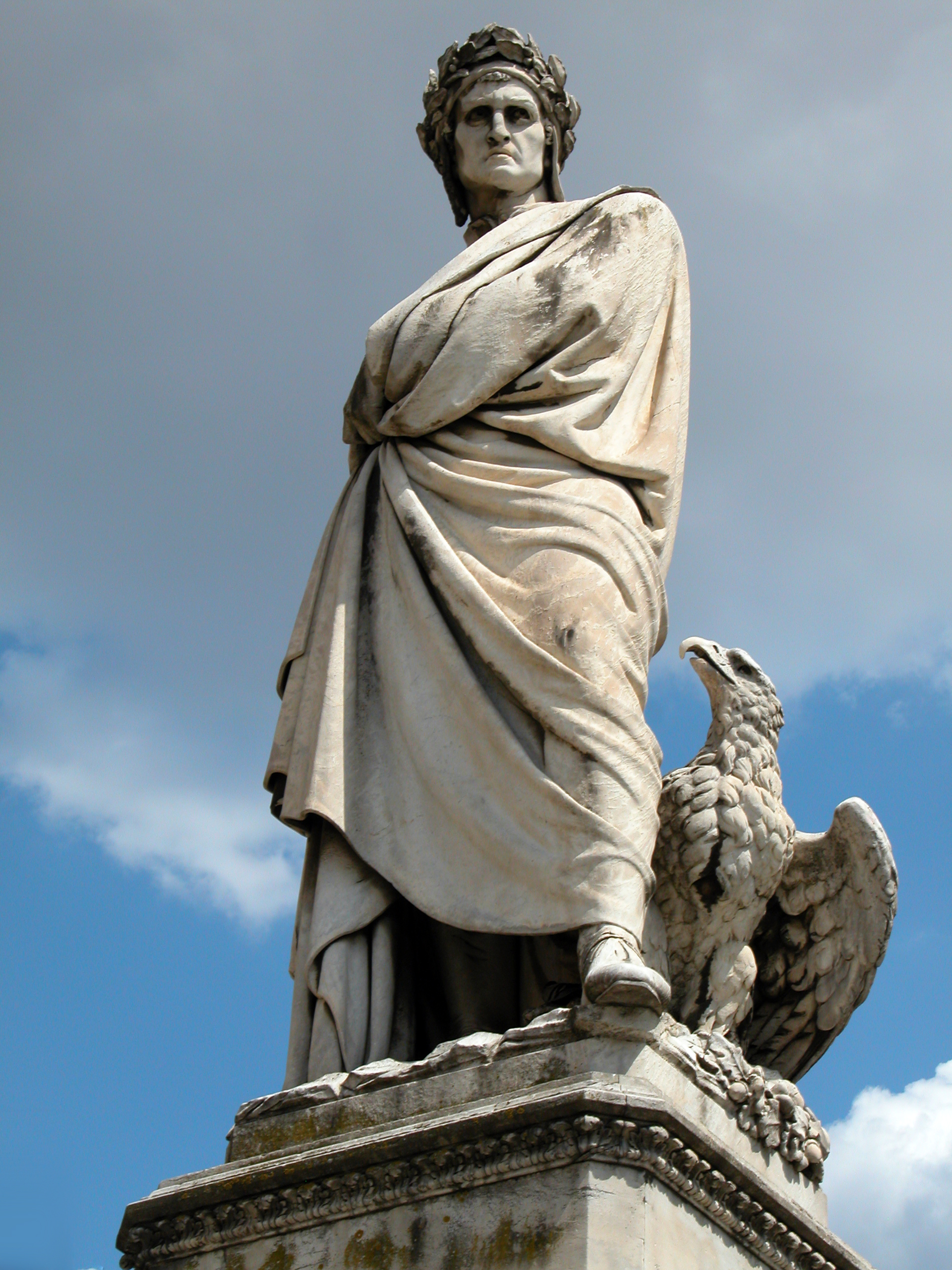
Statue de Dante (1865), Enrico Pazzi, Piazza Santa Croce, Florence.
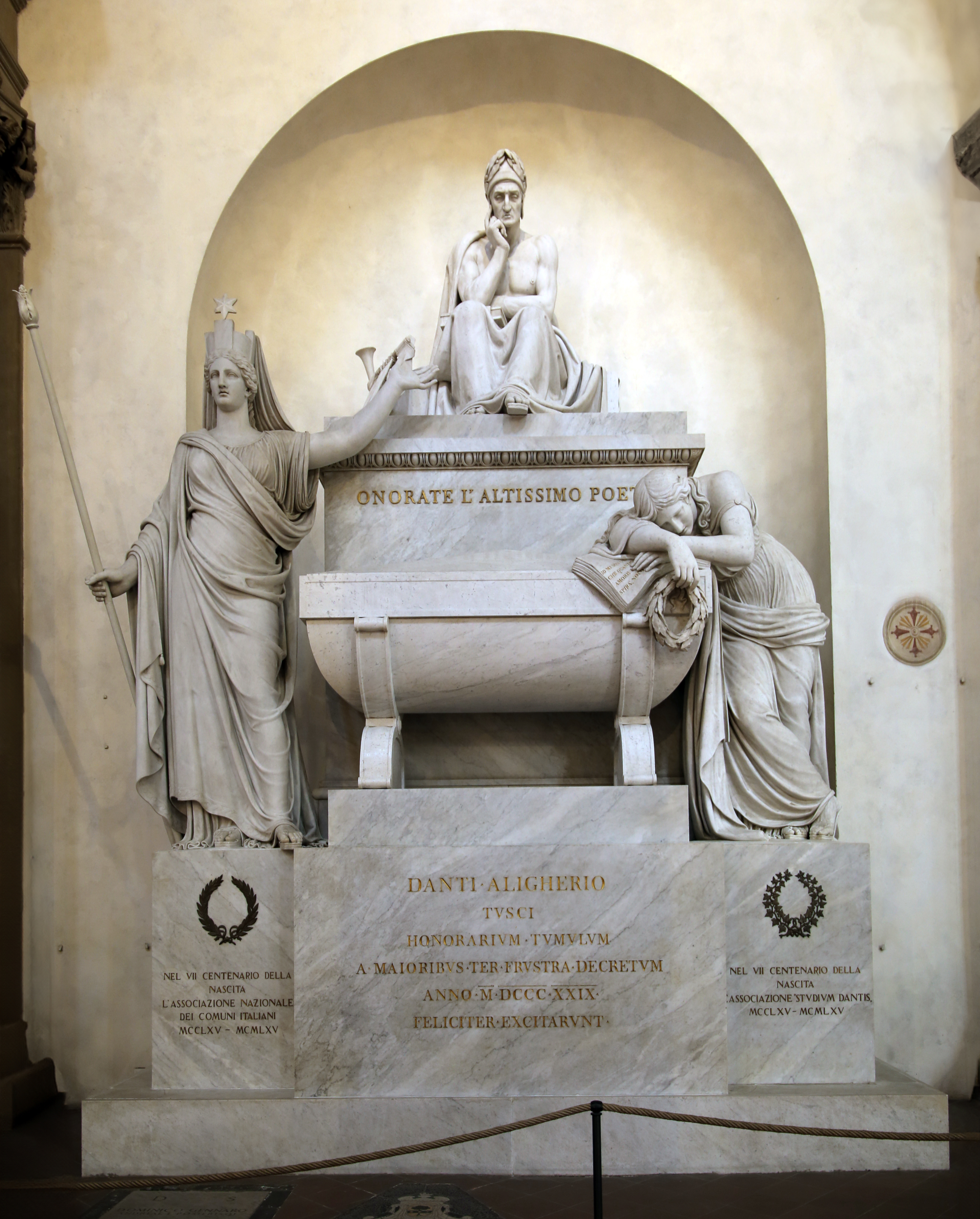
Cénotaphe, basilique Santa Croce de Florence.
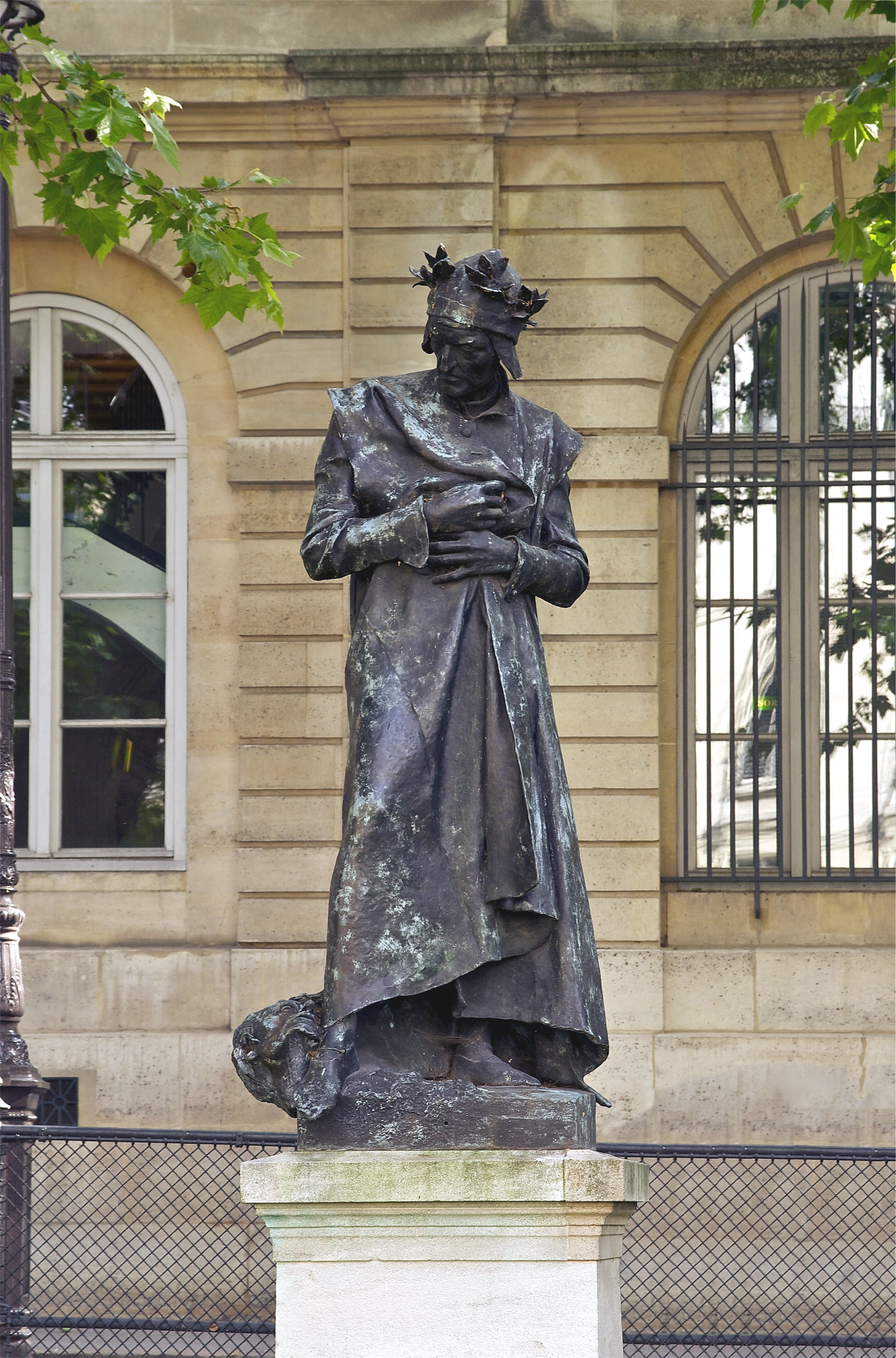
Statue de Dante, Jean-Paul Aubé, square Michel-Foucault, Paris.
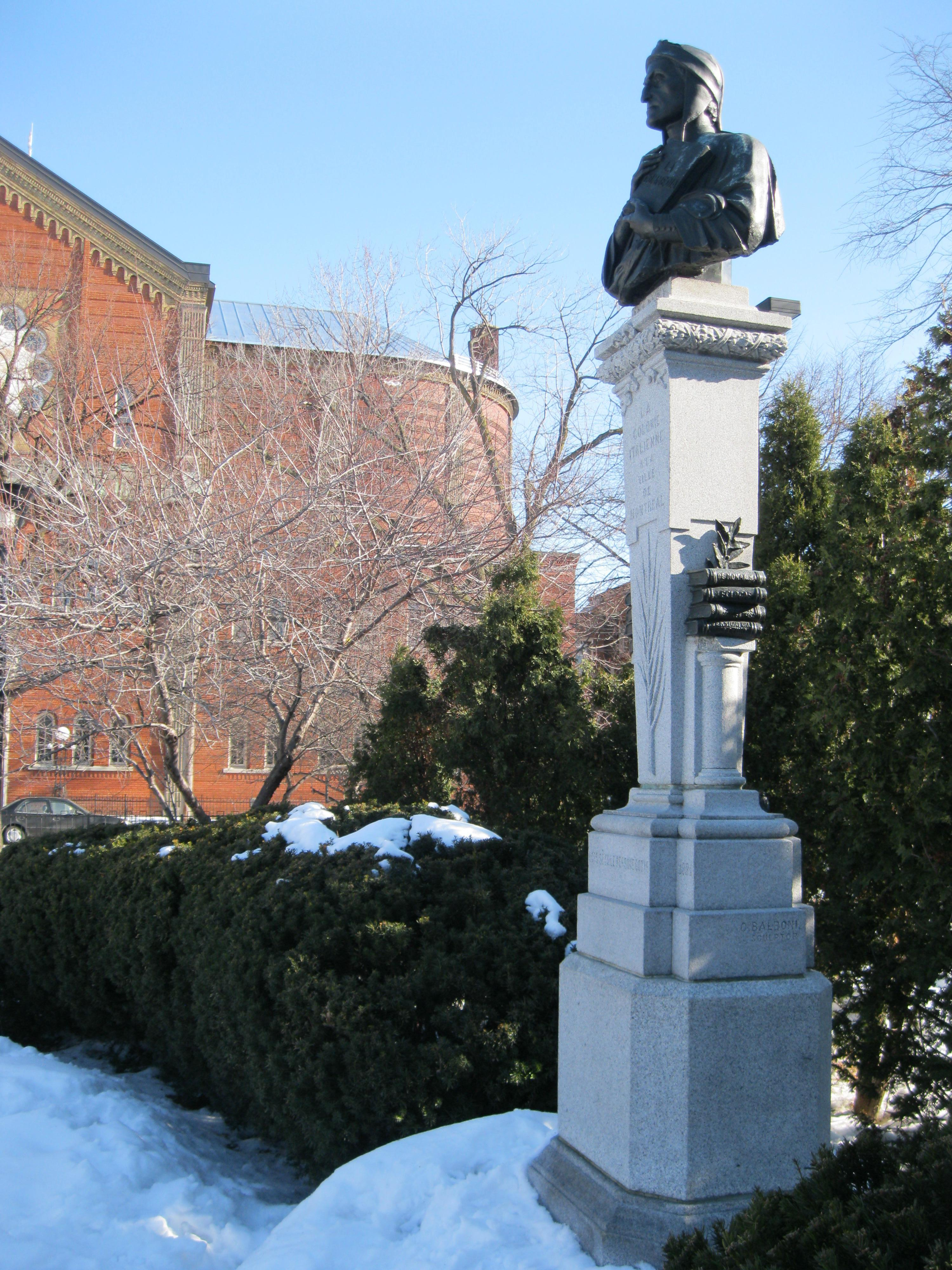
Monument à Dante, Montréal.
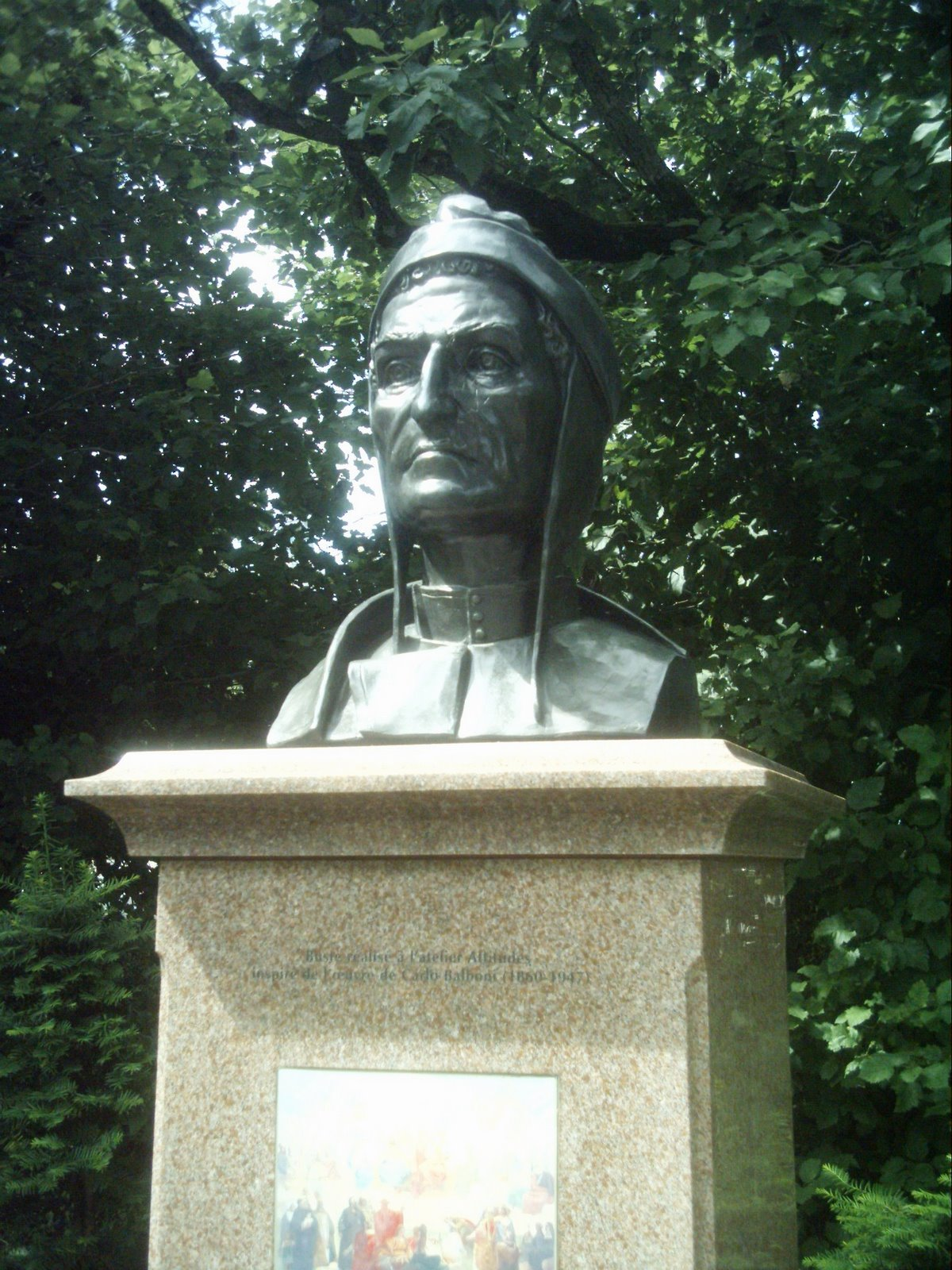
Copie du buste de Dante, Québec.
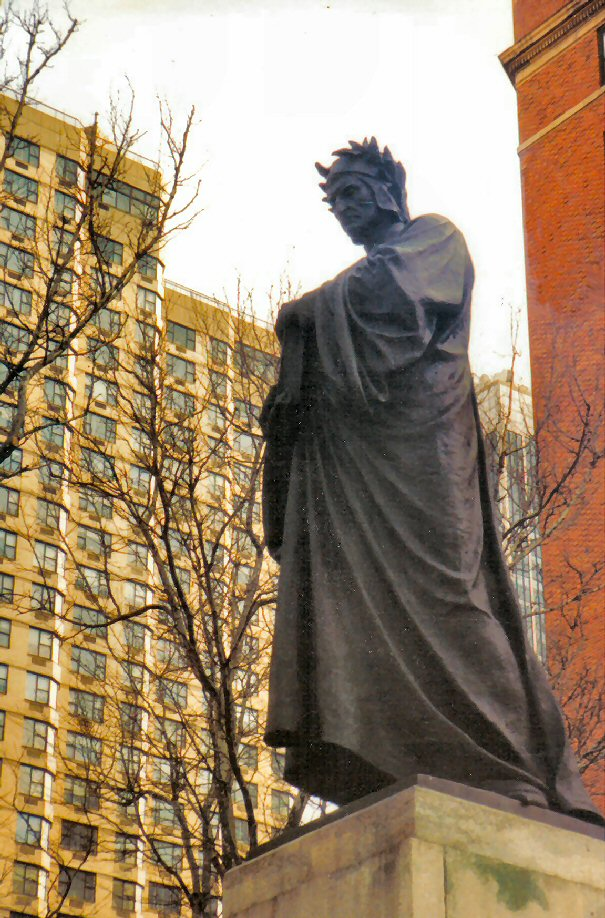
Monument à Dante, New York.

### Peinture

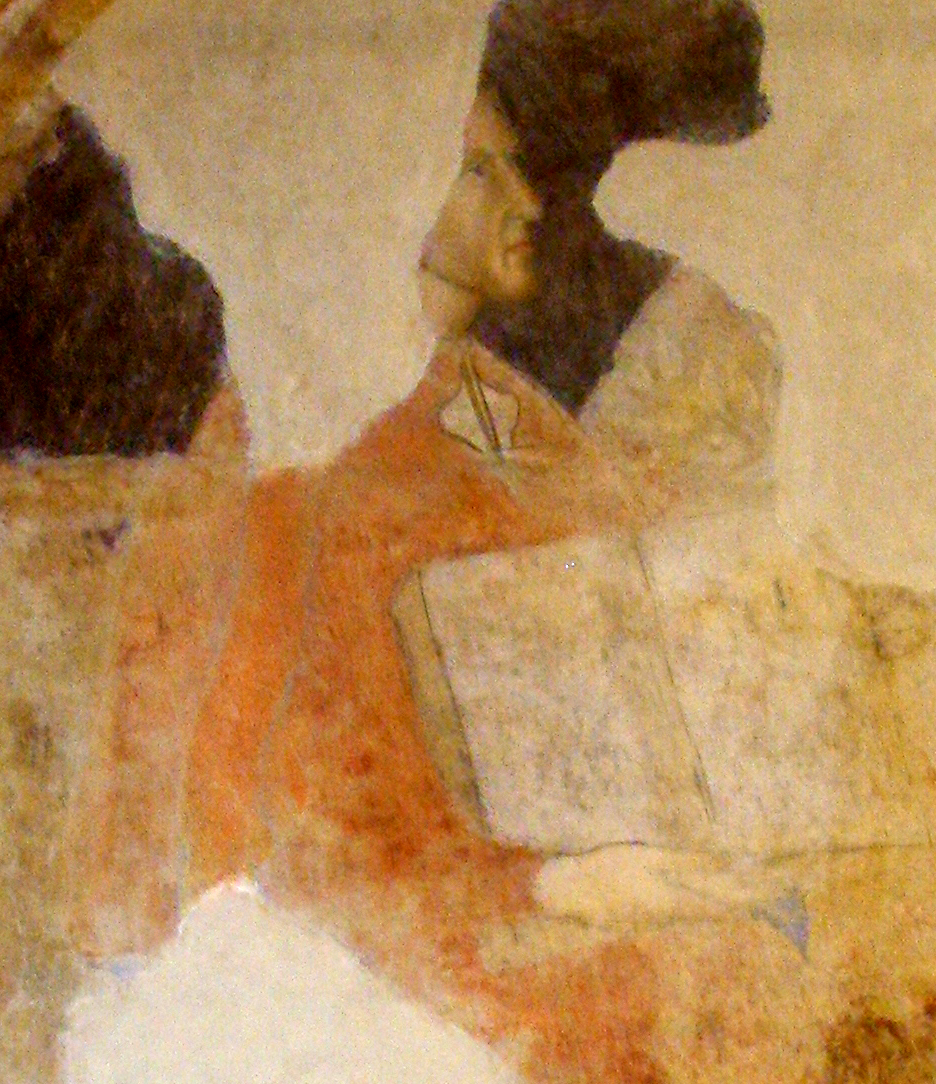
Portrait de Dante (c. 1366), attribué à Jacopo di Cione, palais de l'Art des Juges et Notaires, Florence.
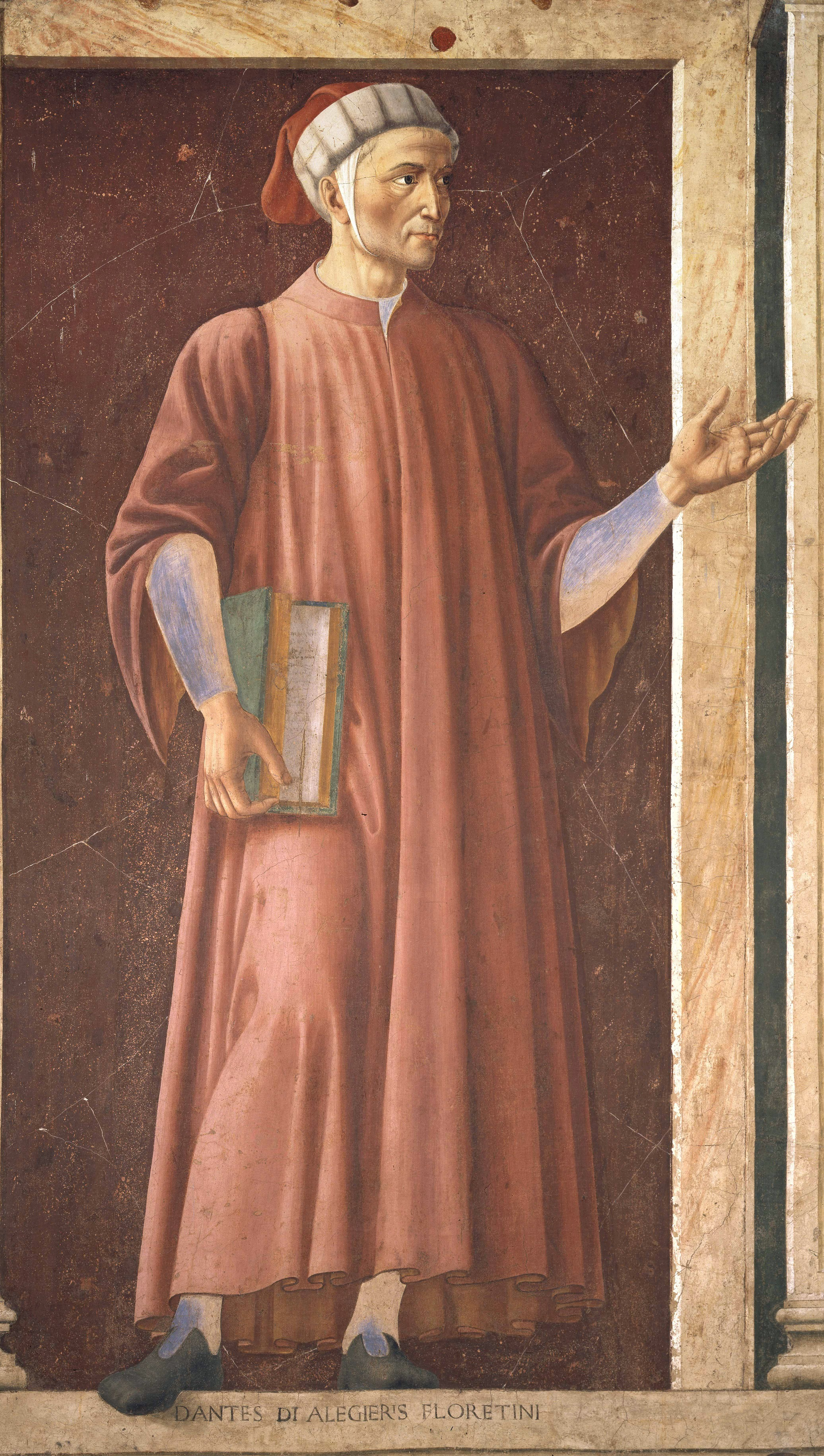
Portrait de Dante (1450), Andrea del Castagno, musée des Offices, Florence.
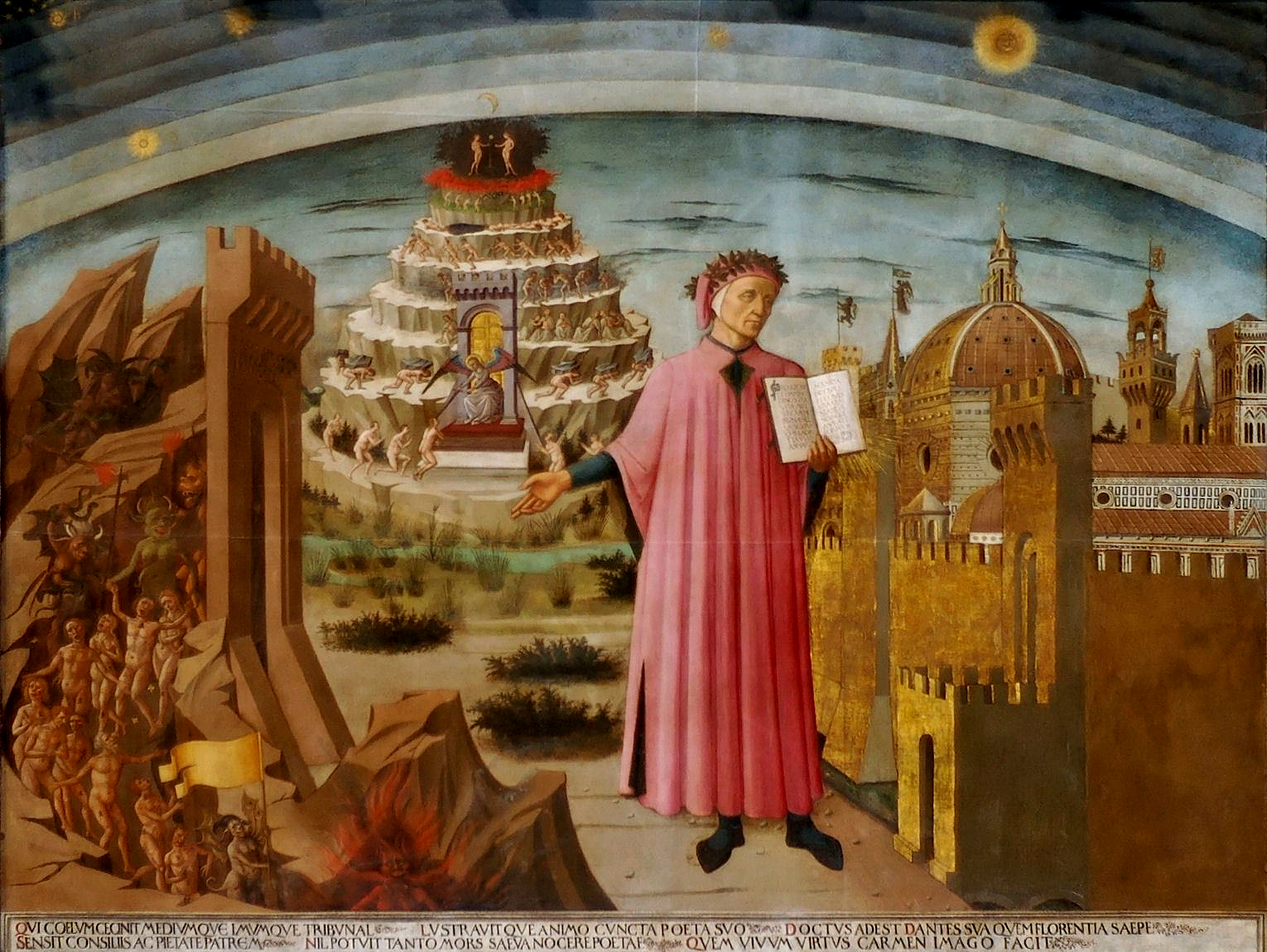
Portrait de Dante (1465), Domenico di Michelino, cathédrale Santa Maria del Fiore, Florence.
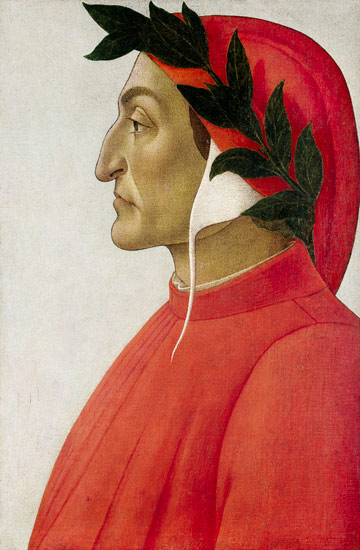
Portrait de Dante (1495), Sandro Botticelli.
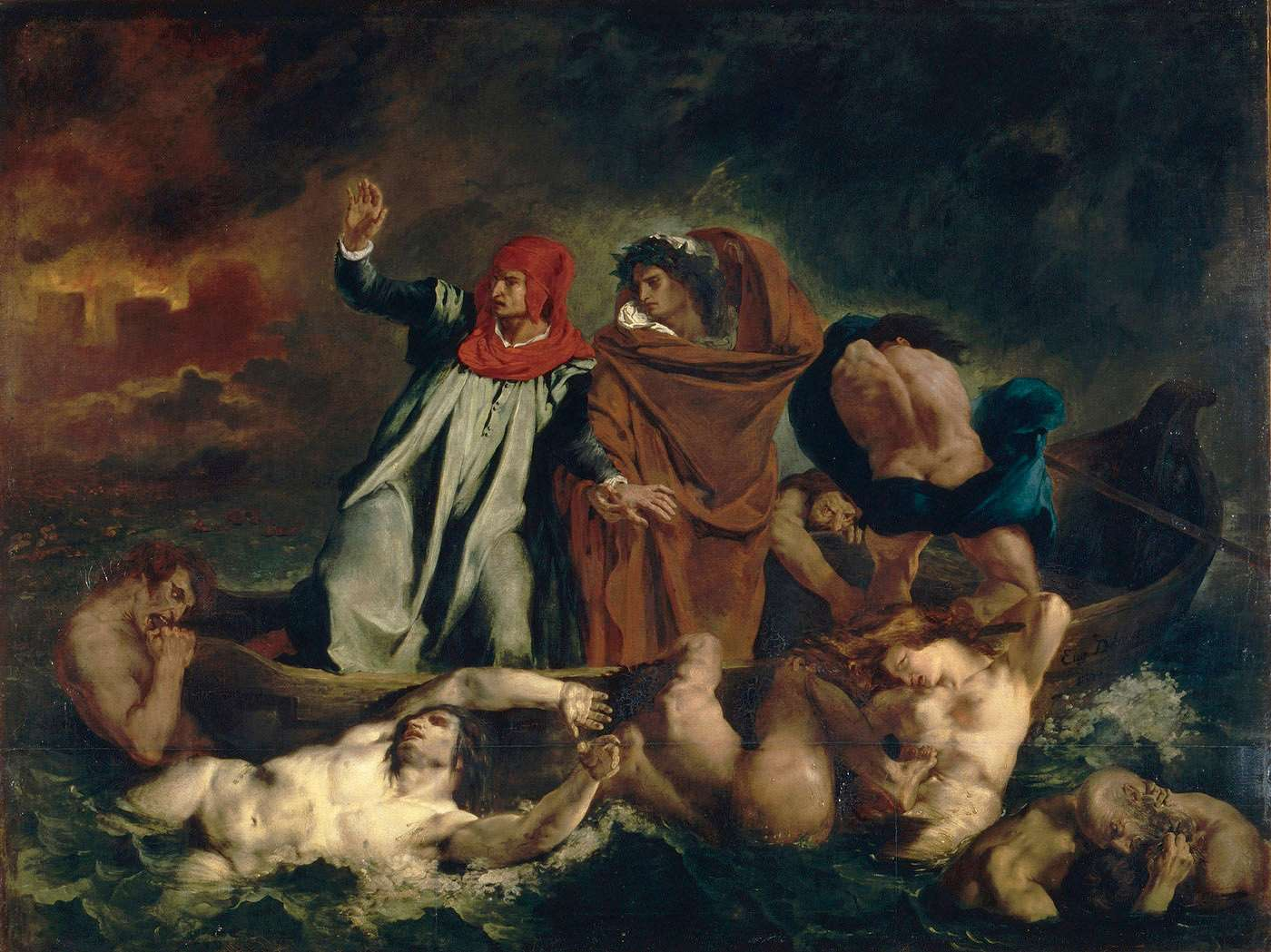
La Barque de Dante ou Dante et Virgile aux enfers (1822), Eugène Delacroix, Musée du Louvre, Paris.
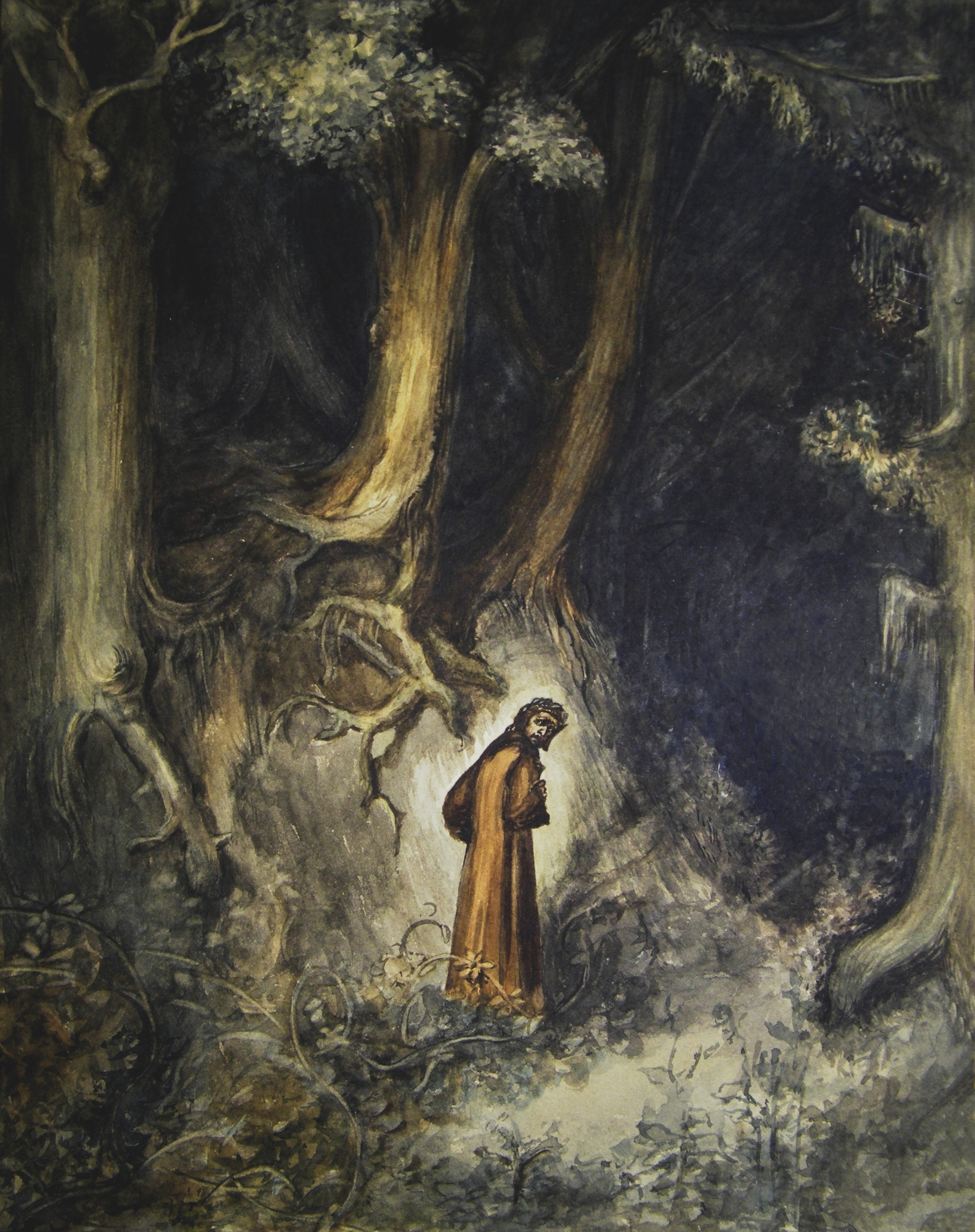
L'Enfer de Dante/La Divine Comédie  (1861), gouache de Gustave Doré.

### Cinéma
Outre les adaptations au cinéma de son œuvre littéraire (notamment la Divine Comédie), l'écrivain est représenté dans différents films : 
- 1911 : L'Enfer, de Francesco Bertolini, Giuseppe De Liguoro et Adolfo Padovan, produit par Milano Film et joué par Salvatore Papa ;
- 1911 : L'Enfer, film italien de Giuseppe Berardi et Arturo Busnengo, produit par Helios Film ;
- 1913 : Dante et Béatrice, de Mario Caserini, joué par Oreste Grandi ;
- 1922 : Dante nella vita e nei tempi suoi (it), de Domenico Gaido, joué par Guido Maraffi ;
- 1924 : Dante's Inferno (it), de Henry Otto, joué par Lawson Butt ;
- 2013 : Dante's Hell Animated de Boris Acosta, joué par Eric Roberts ;
- 2017 : Coco de Lee Unkrich nomme Dante le chien qui guide Coco dans son voyage à travers le Pays des Morts
- 2022 : Dante de Pupi Avati

### Musique
- 1849 : Le compositeur romantique hongrois Franz Liszt écrit la sonate Après une lecture du Dante, intégrée dans le second volume des Années de pèlerinage et inspirée par la Divine Comédie.
- 1890 : Le compositeur français Benjamin Godard compose un opéra intitulé Dante, créé à l'Opéra-Comique à Paris. L'ouvrage est enregistré en 2017 par le Palazzetto Bru Zane dans sa collection de livre-disques[32]. L'institution publie également sur son site de ressources en ligne (Bru Zane Mediabase) de nombreux documents[33] concernant l'œuvre (livret, iconographie, notice, etc.).
- 2014 : l'album de Heavy metal espagnol Edgar Allan Poe: legado de una tragedia II (es), produit par Joaquin Padilla (es), où l'on retrouve Egar Allan Poe descendant après sa mort les 9 cercles de l'enfer de La Divine Comédie de Dante, tout en rencontrant certains des personnages du livre et Dante lui-même, notamment sur le titre Mas alla del amor... el dolor[34].
- 2017 : création par La Camera delle Lacrime de Les Cercles de l'Enfer, premier volet du projet trilogique Dante Troubadour, le 10 octobre 2017 au Sémaphore de Cébazat, avec le comédien Denis Lavant.
- 2018 : création par La Camera delle Lacrime de La Montagne du Purgatoire, second volet du projet trilogique Dante Troubadour, le 12 octobre au Festival de Lanvellec, avec le comédien Matthieu Dessertine.
- 2019 : création par La Camera delle Lacrime de Les Sphères du Paradis, troisième et dernier volet du projet trilogique Dante Troubadour, le 28 mai 2019 à la Maison des Chœurs de Montpellier avec la comédienne Camille Cobbi.

### Théâtre
- 2008 : création par Romeo Castellucci du spectacle Inferno, une version scénique de L'Enfer de Dante, représentée dans la cour du Palais des Papes d'Avignon. La même année, dans deux autres lieux d'Avignon, il présente des spectacles inspirés des deux autres volets de la trilogie de Dante, Purgatoire et Paradis[35].

### Jeux vidéo
- 1999 : Final Fantasy, développé par Square (devenu depuis Square Enix) : Dans Final Fantasy VIII, IX et X, l'attaque « Feu de l'enfer » de l'invocation Ifrit se nomme Divine Comédie en référence à son œuvre la Divine Comédie.
- 2001 : Devil May Cry, développé par Capcom Production Studio 4, édité par Capcom : Le protagoniste du jeu, Dante, est nommé d'après l'écrivain. De plus, plusieurs personnages, lieux, armes et ennemis du jeu sont largement inspirés de la Divine Comédie.
- 2010 : Dante's Inferno, développé par Visceral Games, édité par Electronic Arts : inspiré de la Divine Comédie.

### Scientifique
L'espèce d'Amblypyge Charon dantei décrite par Maquart, Réveillon, Cazanove en 2018 lui est dédiée. L'espèce est endémique de l'île de La Réunion.
L'astéroïde (2999) Dante est nommé en son honneur.

### Numismatique
C'est le portrait de Dante par Raphaël qui a été retenu (après un vote populaire) pour figurer sur la face nationale italienne de la pièce de deux euros.

#### Bases de données et dictionnaires
- Ressources relatives aux beaux-arts :   - AGORHA
  - Bridgeman Art Library
  - British Museum
  - Grove Art Online
  - MutualArt
  - National Gallery of Art
  - Nationalmuseum
  - RKDartists
  - Royal Academy of Arts
  - Sandrart.net
  - Te Papa Tongarewa
  - Union List of Artist Names
- Ressources relatives à la musique :   - International Music Score Library Project
  - AllMusic
  - Carnegie Hall
  - Discografia Nazionale della Canzone Italiana
  - Discography of American Historical Recordings
  - Discogs
  - Grove Music Online
  - Last.fm
  - MusicBrainz
  - Rate Your Music
  - Répertoire international des sources musicales
- Ressources relatives à la littérature :   - Academy of American Poets
  - Archives de littérature du Moyen Âge
  - The Encyclopedia of Science Fiction
  - Internet Speculative Fiction Database
  - Poetry Foundation
  - Printemps des poètes
- Ressources relatives au spectacle :   - Archives suisses des arts de la scène
  - Les Archives du spectacle
  - Kunstenpunt
  - TheatreOnline
- Ressources relatives à la recherche :   - ALCUIN
  - Isidore
  - Stanford Encyclopedia of Philosophy
- Ressources relatives à la bande dessinée :   - BD Gest'
  - Comic Vine
  - Tebeosfera
- Ressources relatives à l'audiovisuel :   - American Film Institute
  - Filmportal
  - IMDb
- Ressources relatives à plusieurs domaines :   - Radio France
  - Répertoire du patrimoine culturel du Québec
- Ressource relative à l'astronomie :   - Biographical Encyclopedia of Astronomers
- Ressource relative à la santé :   - Bibliothèque interuniversitaire de santé
- Notices dans des dictionnaires ou encyclopédies généralistes :   - Britannica
  - Brockhaus
  - Collective Biographies of Women
  - Den Store Danske Encyklopædi
  - Deutsche Biographie
  - Dizionario biografico degli italiani
  - Dizionario di Storia
  - E-archiv.li
  - Enciclopedia italiana
  - Enciclopédia Itaú Cultural
  - Gran Enciclopèdia Catalana
  - Gran Enciclopedia de Navarra
  - Hrvatska Enciklopedija
  - Internetowa encyklopedia PWN
  - Larousse
  - Nationalencyklopedin
  - Proleksis enciklopedija
  - Store norske leksikon
  - Treccani
  - Universalis
  - Visuotinė lietuvių enciklopedija
- Notices d'autorité :   - VIAF
  - ISNI
  - BnF (données)
  - IdRef
  - LCCN
  - GND
  - Italie
  - Japon
  - CiNii
  - Espagne
  - Belgique
  - Pays-Bas
  - Pologne
  - Israël
  - NUKAT
  - Catalogne
  - Suède
  - Vatican